# Sebastiaan (heilige)
Sint-Sebastiaan (Latijn: Sebastianus) was een christen en bloedgetuige uit Milaan, geboren te Narbonne, in de derde eeuw na Christus. Hij was onder keizer Carinus soldaat en onder keizer Diocletianus leider van de pretoriaanse garde.

## Biografie
Sebastiaans ouders waren christenen. Hijzelf bekeerde zich in het geheim, omdat de christenen toen nog door de Romeinen vervolgd werden, en hielp de mensen die leden onder die vervolgingen. Als soldaat onder Diocletianus zou hij wonderen hebben verricht en hield hij lange redevoeringen. Hij wist de tweeling Marcus en Marcelianus te overreden de marteldood te sterven.
Hij viel hierdoor in ongenade bij de keizer, nadat die ontdekte dat hij christen was. Soldaten arresteerden hem en doorzeefden hem op het Marsveld met pijlen. Volgens een ander verhaal werd hij naakt aan een boom of (martel)paal gebonden.
De heilige Irene, weduwe van de martelaar Castulus, wilde hem begraven maar merkte dat hij nog leefde. Ze nam hem mee naar huis en verzorgde hem. Enkele dagen later stond Sebastianus op de trappen van de tempel van Sol Invictus om de twee keizers te wijzen op hun onrechtvaardig optreden tegen de christenen. Opnieuw werd hij gearresteerd en in het Circus van Rome doodgeknuppeld; zijn lichaam werd in de Cloaca Maxima (riool) gegooid. De heilige Lucina, of volgens een andere lezing Irene, nam zijn stoffelijk overschot mee. Ze waste het en begroef hem in de catacomben aan de Via Appia. Dat was bij de toenmalige apostelbasiliek, op de plaats waar later de basiliek van Sint-Sebastiaan buiten de Muren gebouwd werd.

## Patroon- en beschermheilige

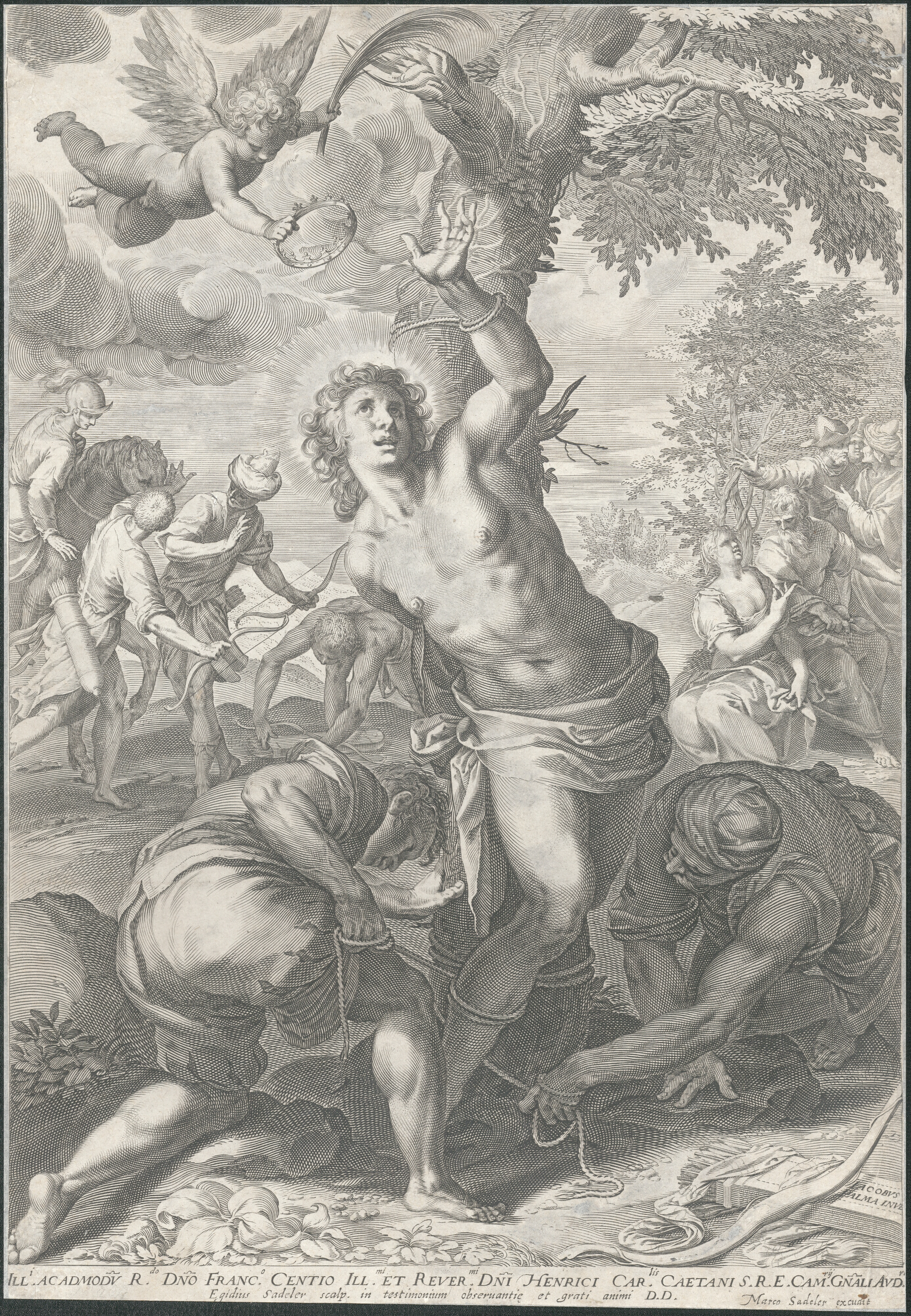
Prent van Heilige Sebastiaan die vastgebonden is aan een boom. Bewaard in de Universiteitsbibliotheek Gent.

In de 9e eeuw werd Sebastiaan patroon van de apostelbasiliek. Zijn lichaam lag later in een zijkapel van de basiliek.
Hij werd al vroeg vereerd in West-Europa.
Sint-Sebastiaan is de beschermheilige van onder andere de (boog-)schutters (veel schutterijen dragen zijn naam), brandweer, soldaten, jagers, steenhouwers, en tuiniers. Verder was hij een van de zes pestheiligen, kinderen kregen zijn naam om onder andere pest, lepra, zweren en andere ziektes af te weren.

## Naamdag en merkeldag
Naamdag van de heilige Sebastiaan is 20 januari, de dag waarop hij stierf in het jaar 288. Deze dag is tevens een merkeldag waarop de volgende weerspreuk van toepassing is:
- Vriezen op Sint-Sebastiaan, is op Lichtmis gedaan.

## Populariteit als icoon
Sebastiaan is voor de christelijke (middeleeuwse) kunstenaar en voor kunstenaars van later tijd wat Apollo voor de antieke, heidense kunstenaar was: een verbeelding van het mannelijk naakt. Er zijn dan ook tientallen afbeeldingen van Sebastiaan uit alle tijden bewaard gebleven, waarvan sommige van grote kunstenaars. Voorbeelden van beroemde schilderijen zijn:
- De heilige Sebastiaan (Mantegna), schilderij van Andrea Mantegna
- De heilige Sebastiaan (Botticelli), schilderij van Botticelli
- Sint-Sebastiaan bidt voor de pestlijders, schilderij van Josse Lieferinxe
- De heilige Sebastiaan (El Greco), schilderij van El Greco
- De heilige Sebastiaan (Rubens), schilderij van Peter Paul Rubens
- De heilige Sebastiaan (Carreño de Miranda), schilderij van Juan Carreño de Miranda in het Rijksmuseum
- De heilige Sebastiaan door Irene verzorgd, 1625, schilderij van de Utrechtse caravaggist Hendrick ter Brugghen, in het Allen Memorial Art Museum, Oberlin, Ohio

## Galerij

Afbeeldingen van Sebastiaan uit alle tijden
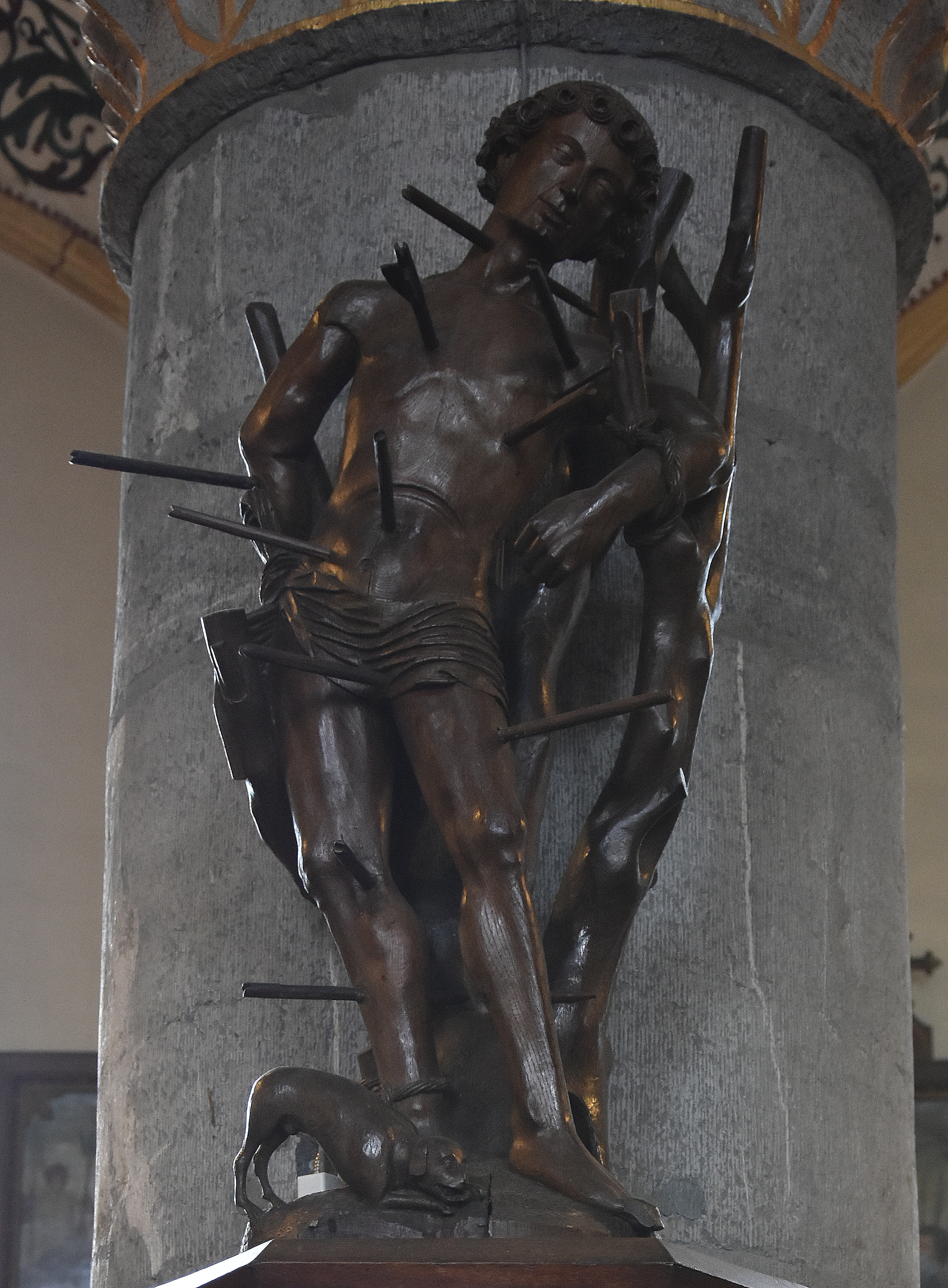
Sebastiaan van de Meester van Elsloo
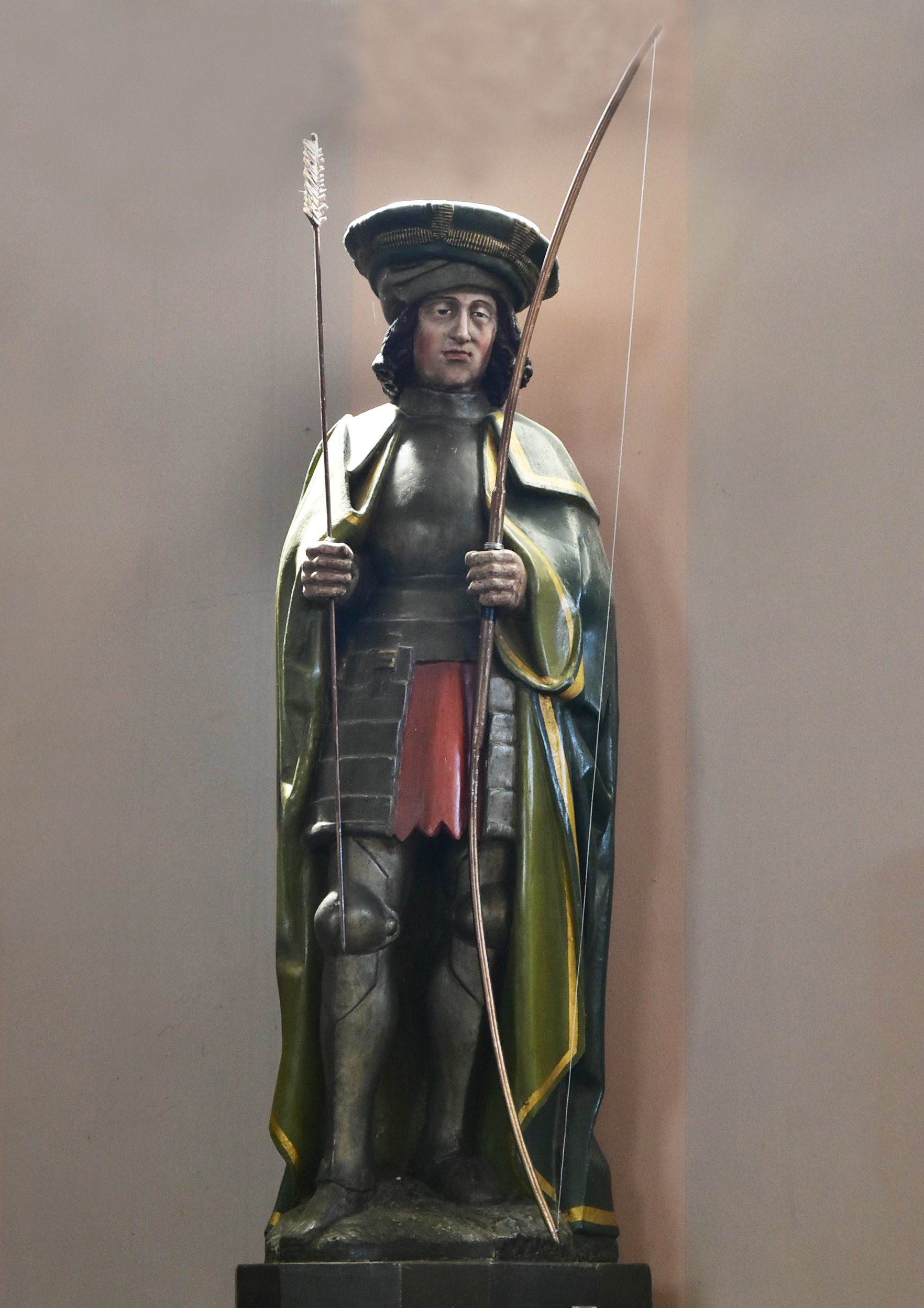
Sebastiaan (15e eeuw) in de Onze-Lieve-Vrouw-Geboortekerk (Oostham)
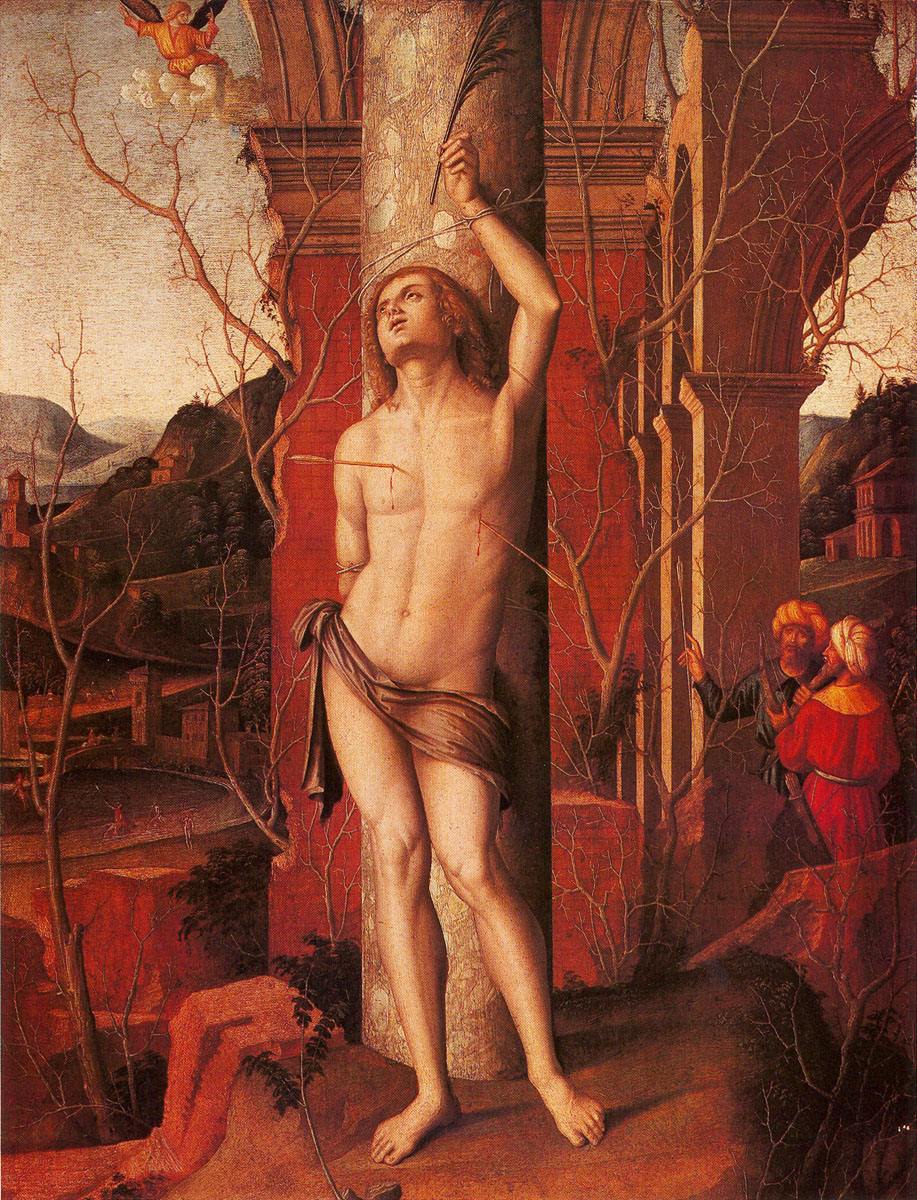
Sint-Sebastiaan door Marco Palmezzano
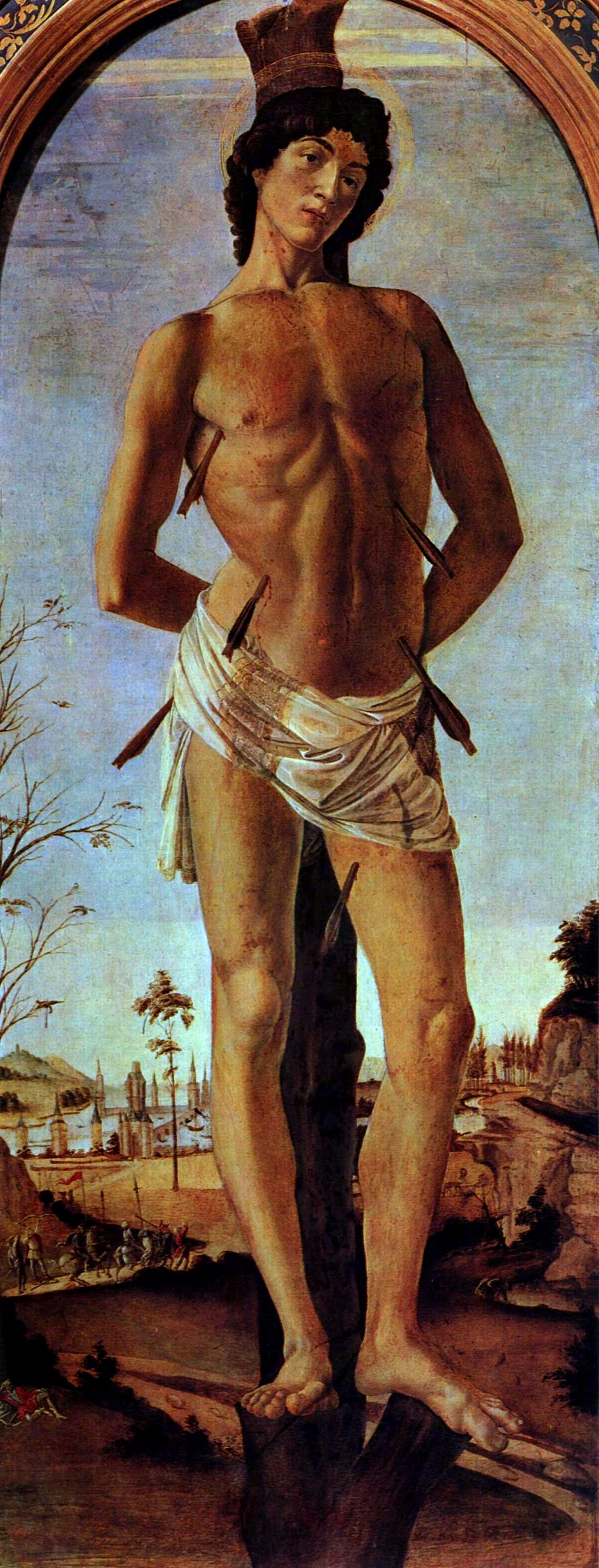
Sandro Botticelli, 1474, Staatliche Museen in Berlijn.
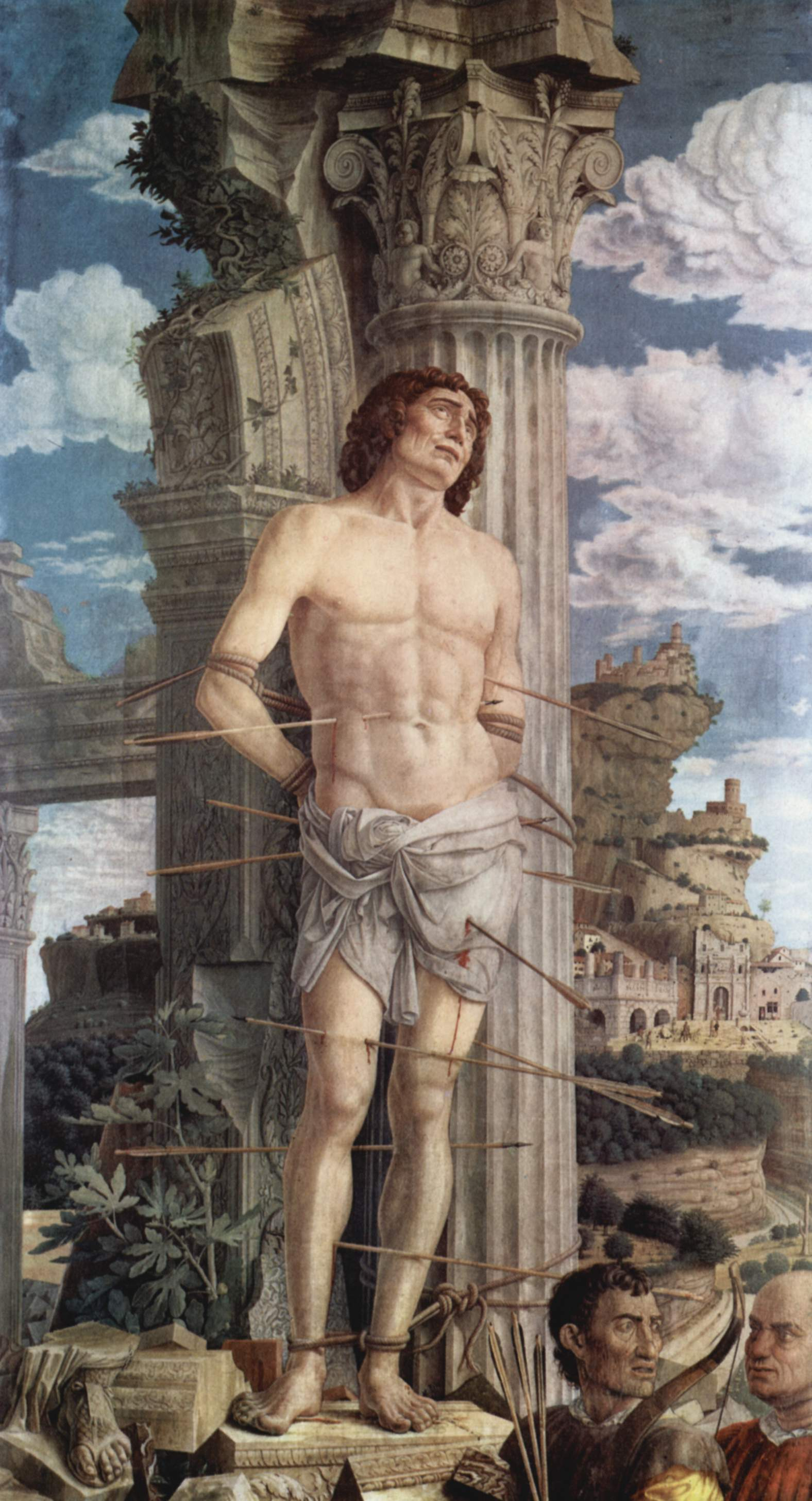
Andrea Mantegna, circa 1480
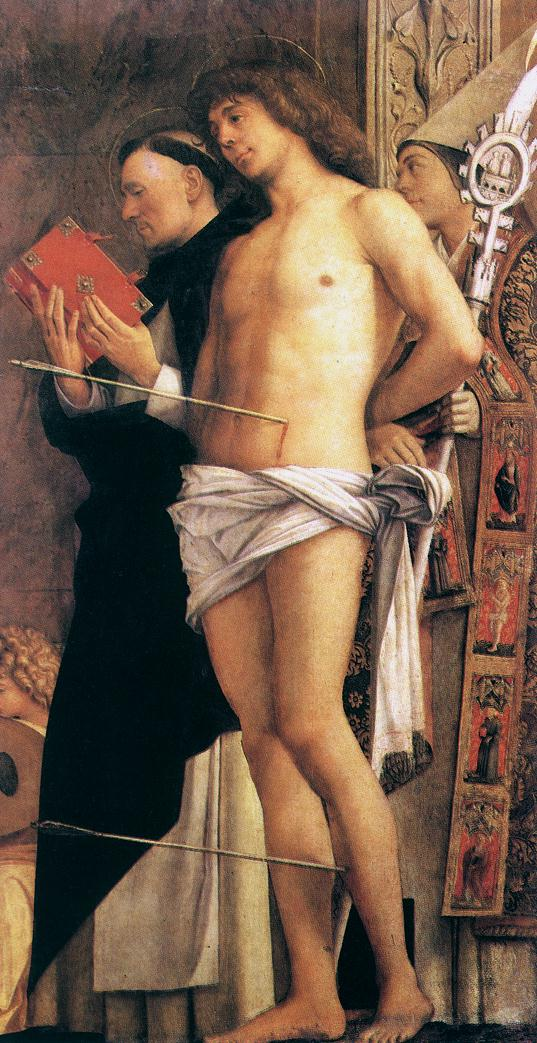
Giovanni Bellini, 1487, Gallerie dell'Accademia
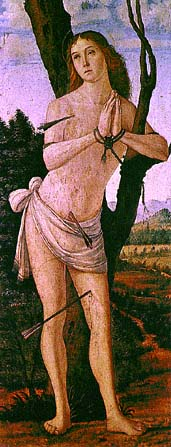
Vittore Carpaccio, late 15e begin 16e eeuw
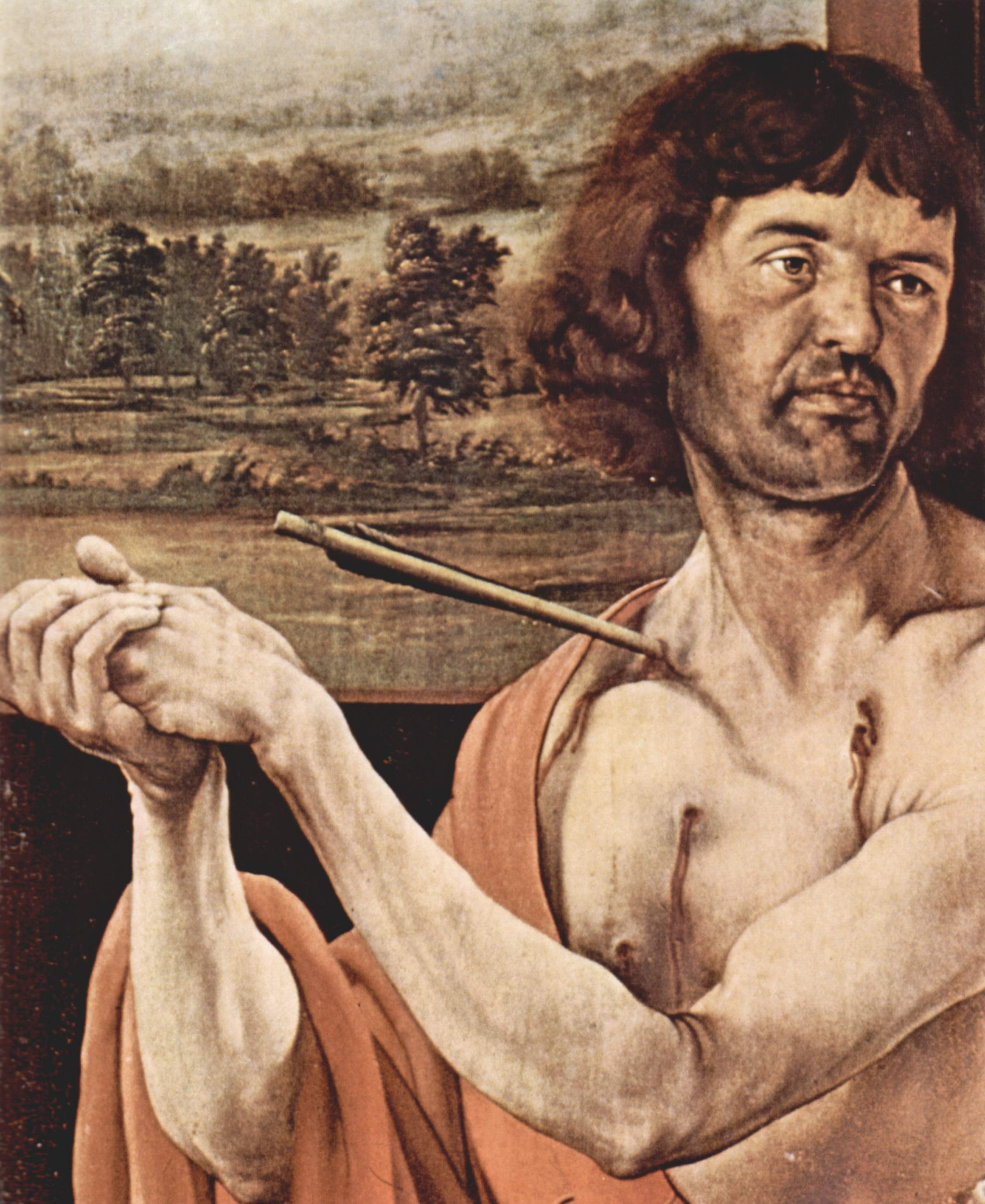
Matthias Grünewald, detail Isenheimer Altaar, 1512-1516 te Colmar
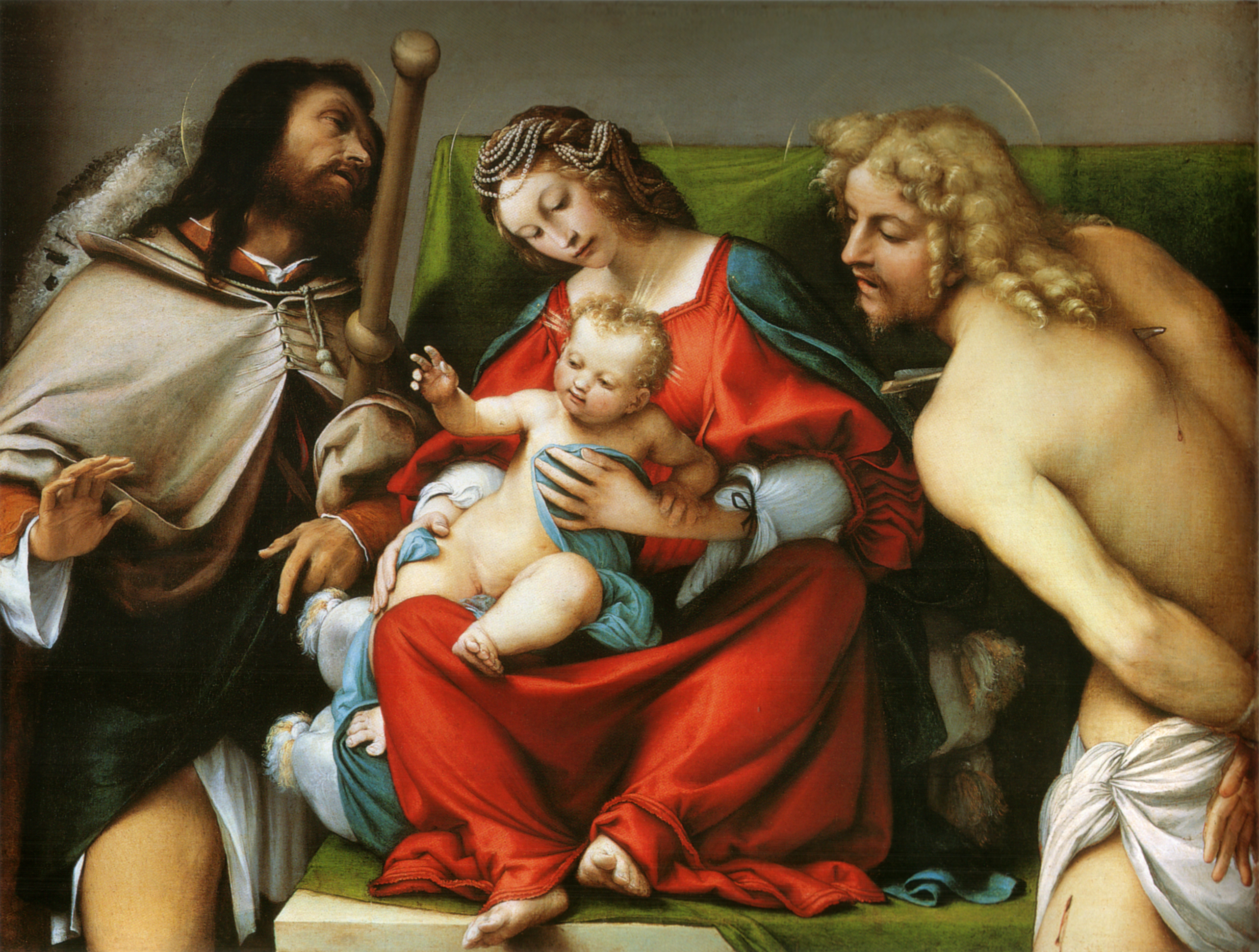
Lorenzo Lotto: Madonna met pestheiligen Rochus en Sebastiaan, ca. 1522 te Florence
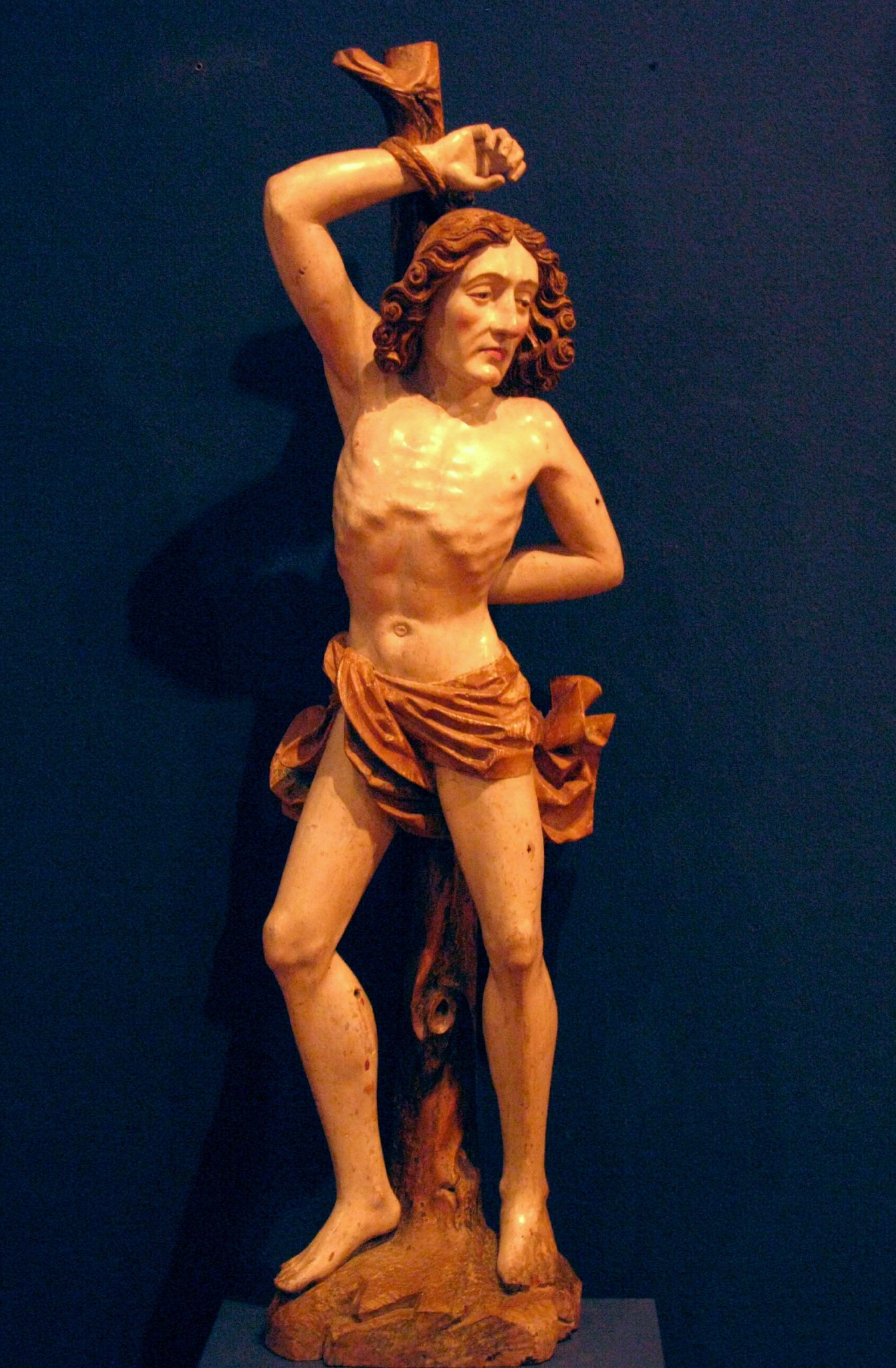
Sebastiaan, Zuid-Duitsland, 1ste kwart 16e eeuw
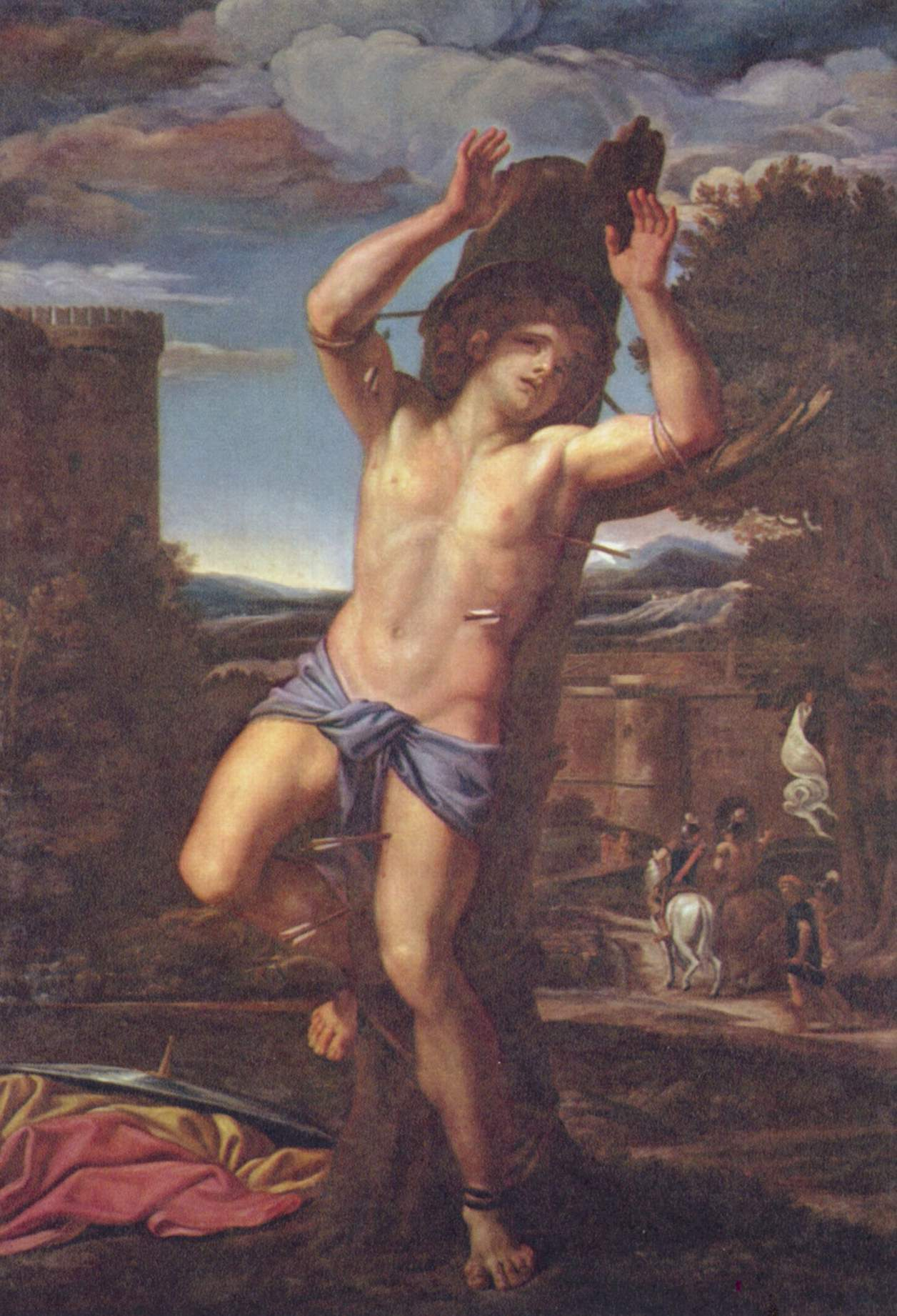
Domenichino, ca. 1620 te Dresden
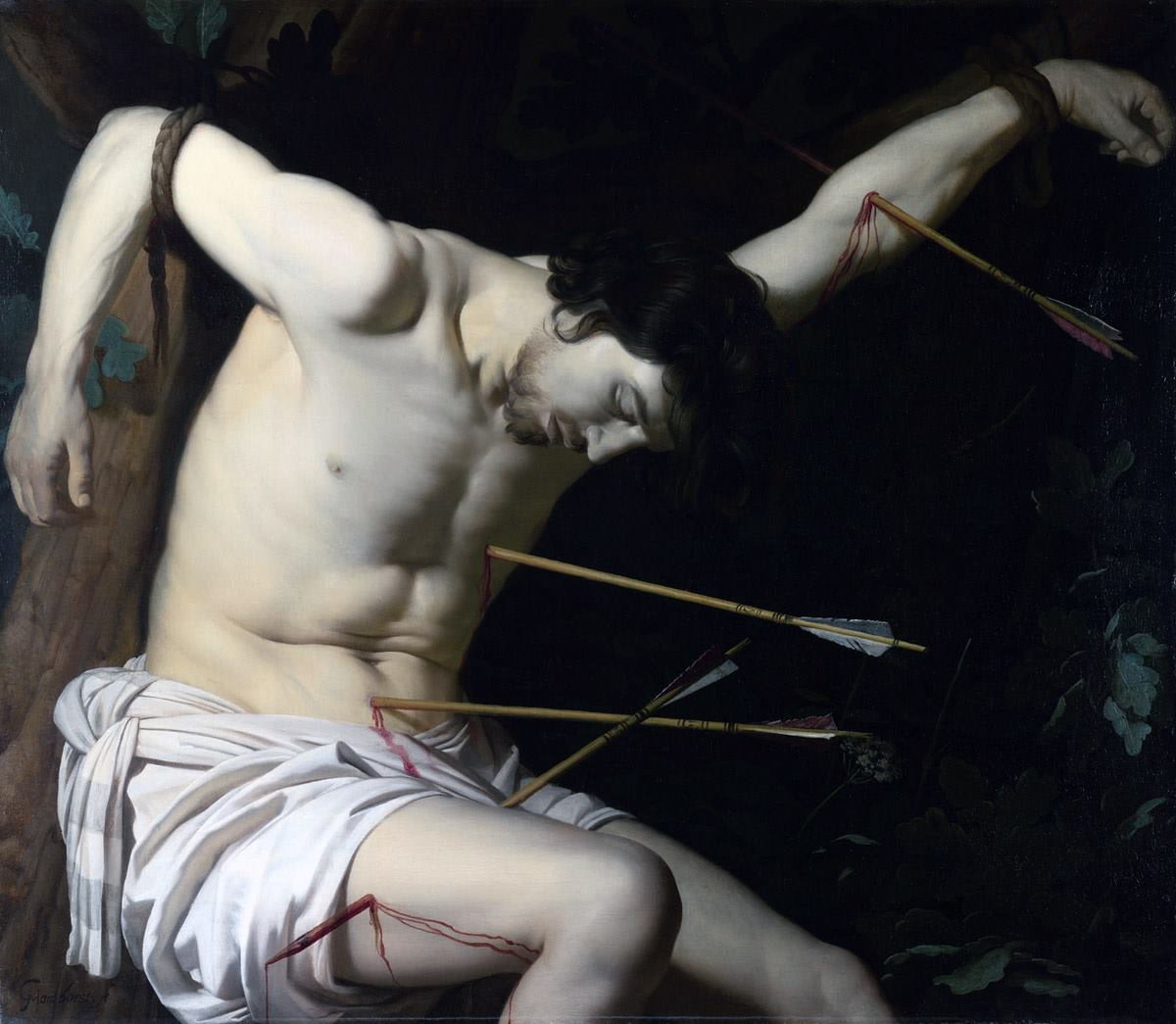
Gerrit van Honthorst, 1623 (National Gallery, Londen)
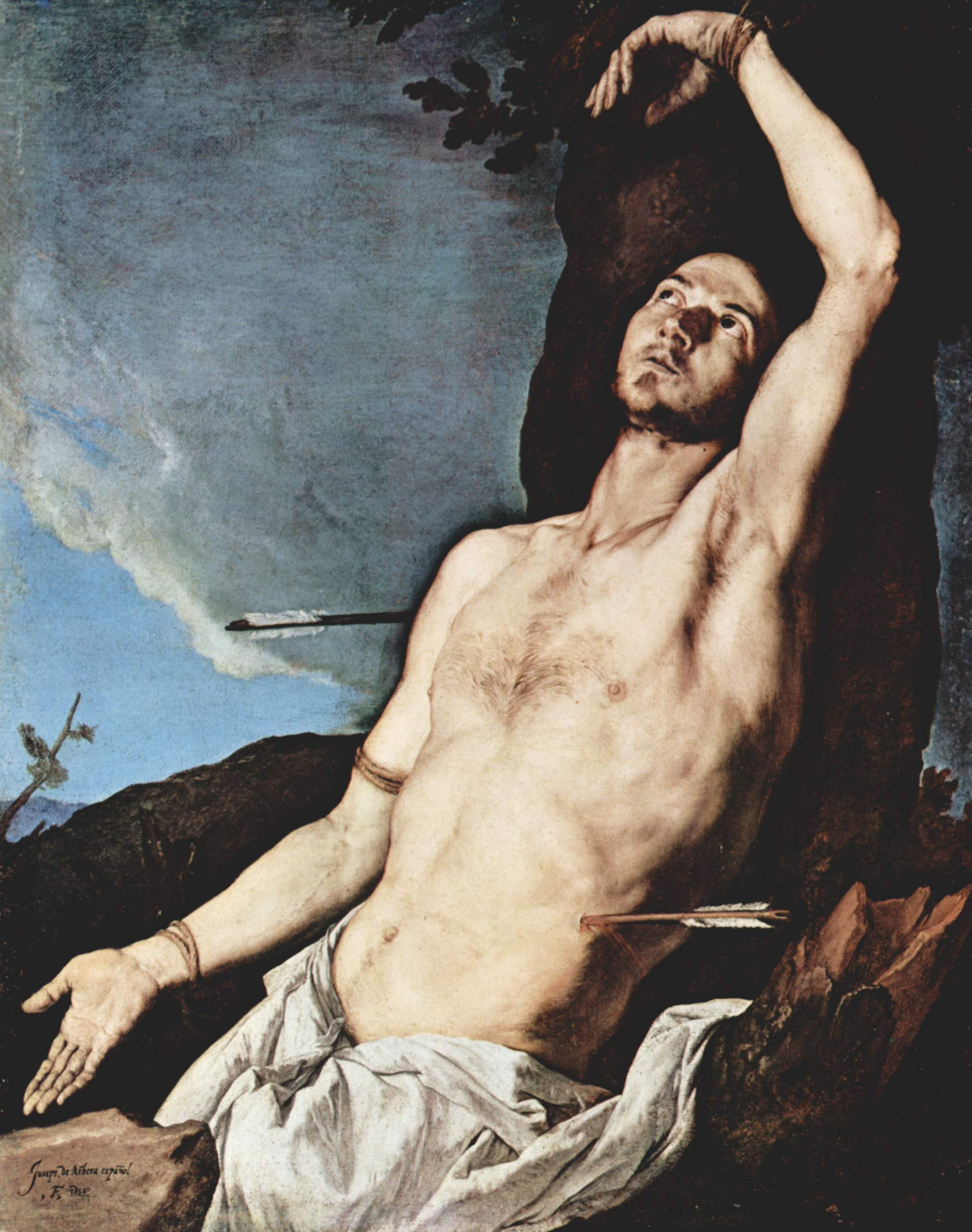
José de Ribera, 1651 te Napels
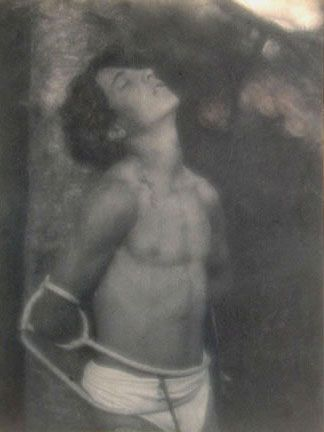
Fred Holland Day, ca. 1906
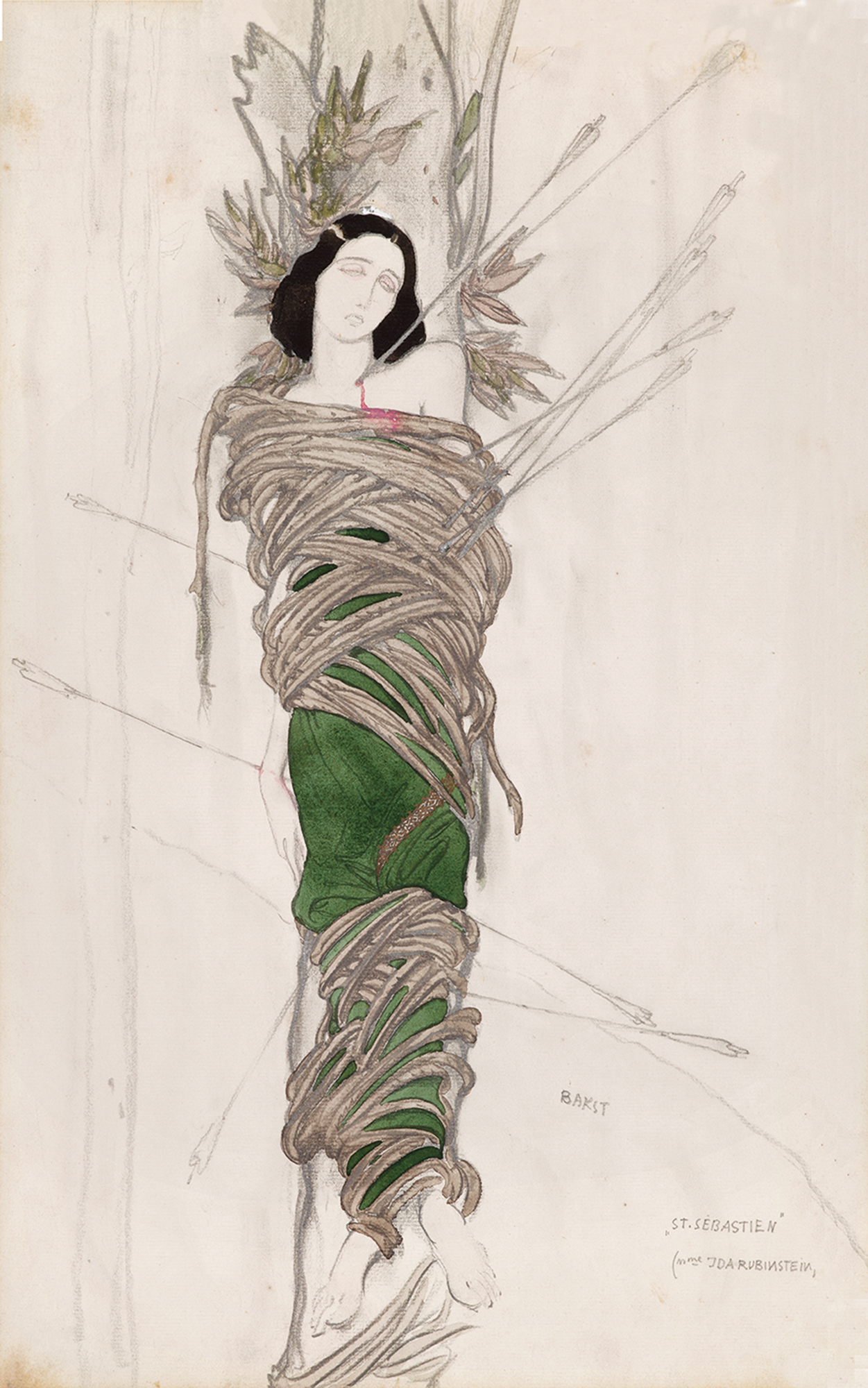
Leon Bakst, 1911, Schets voor het stuk 'het martelaarschap van Sint Sebastiaan' door Gabriele D'Annunzio, Bibliotheek voor Decoratieve Kunsten te Parijs
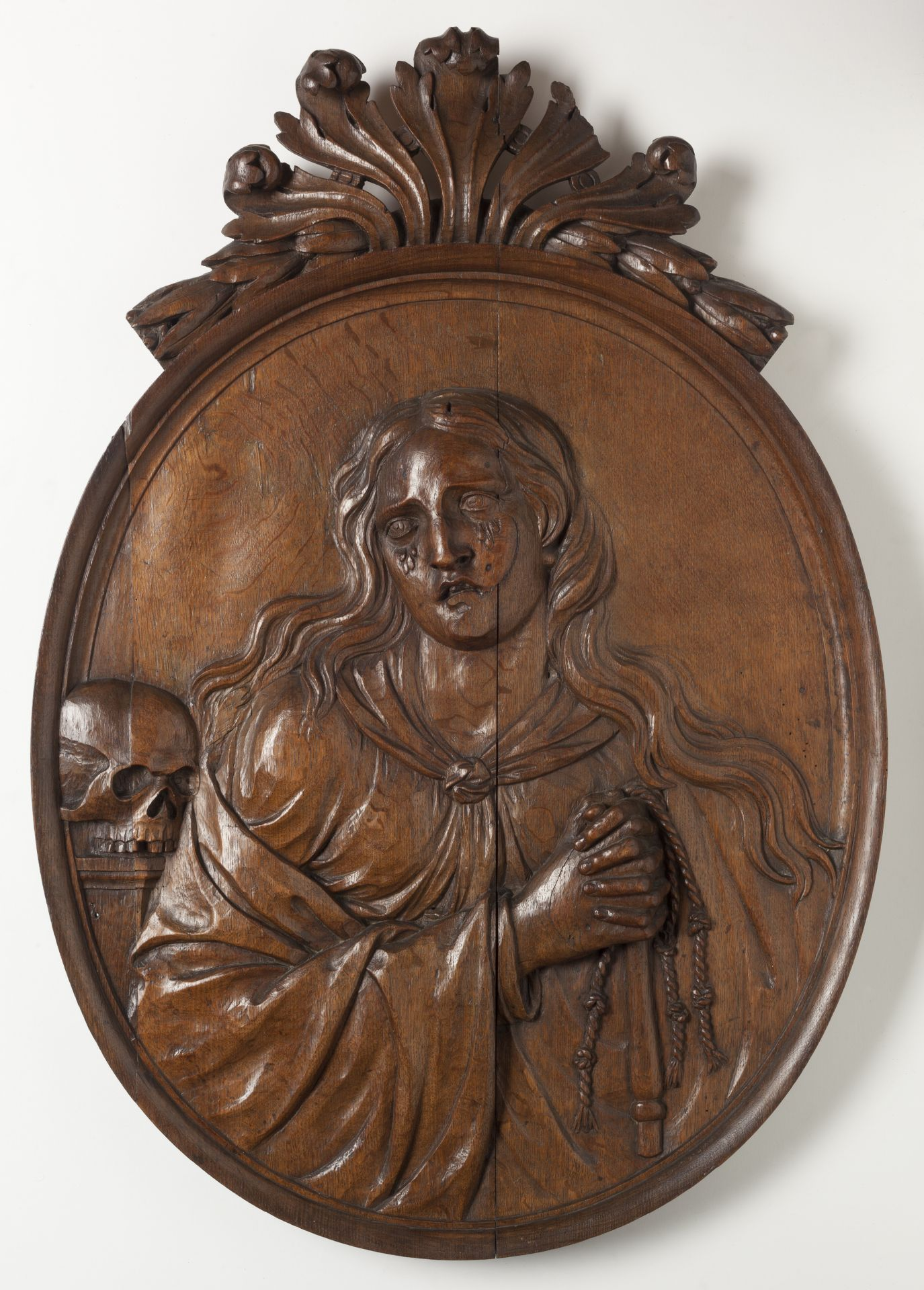
Halfreliëf van eikenhout, Sint-Sebastiaan Gruuthusemuseum (Brugge)
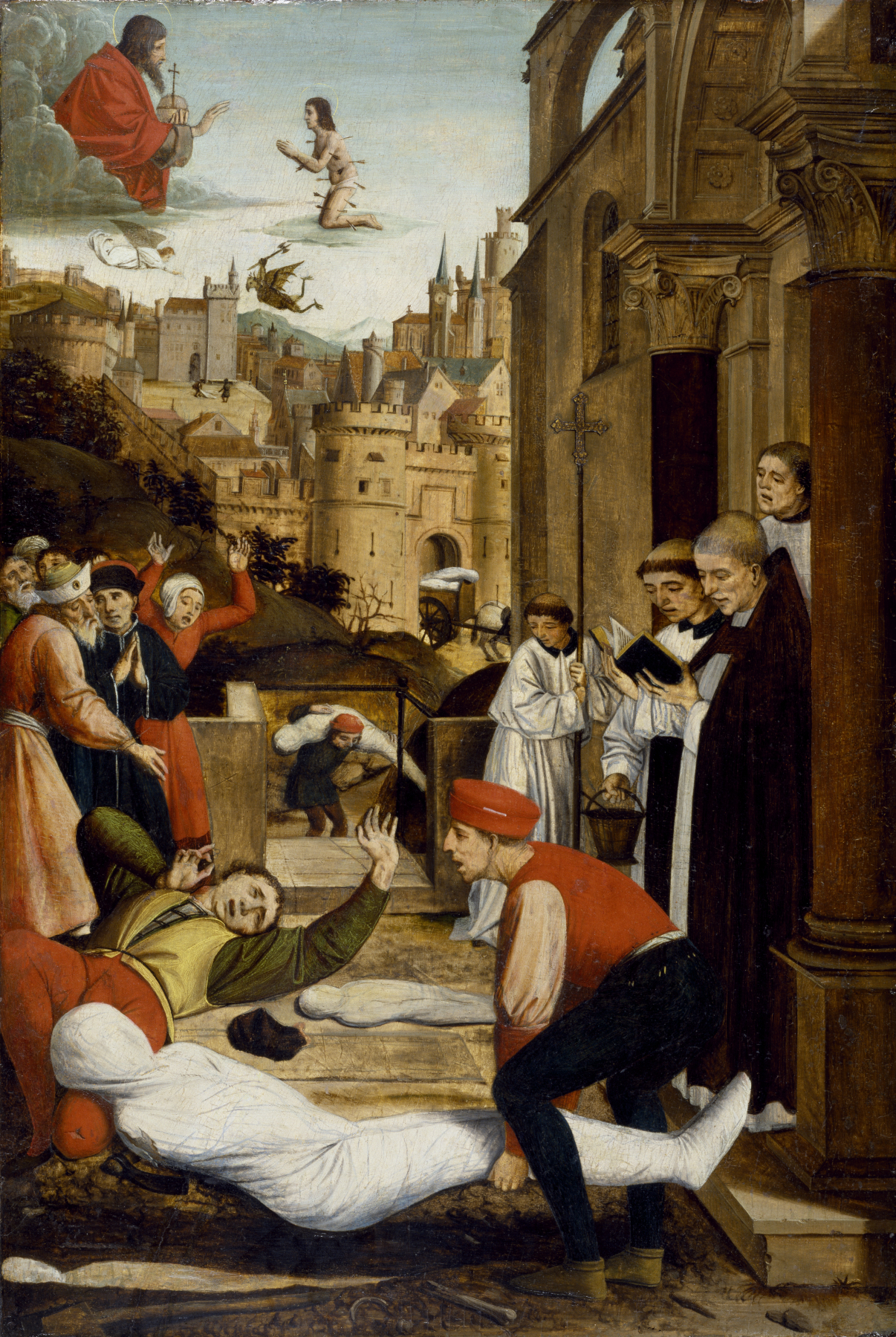
Sint-Sebastiaan bidt voor de pestlijders, 1497 van Josse Lieferinxe

### Moderne kunst
Ook in de moderne kunst blijft Sebastiaan een inspiratiebron.
- Sebastiaan komt voor in de videoclip van Losing My Religion van R.E.M.
- De metalband Sonata Arctica heeft een lied genaamd San Sebastian.